# Theodor Hierneis
Theodor Hierneis (* 4. Oktober 1868 in München; † 19. April 1953 ebenda) war ein deutscher Mundkoch am Hofe von König Ludwig II. von Bayern. Bekannt wurde er durch seine Memoiren über die Zeit bei Hofe, welche im Jahre 1972 mit Walter Sedlmayr in der Hauptrolle in Theodor Hierneis oder Wie man ehem. Hofkoch wird verfilmt wurden.

## Biografie
Er war der Sohn von Otto Hierneis und Anna geb. Thomass. Sein Vater war Säcklermeister und Handschuhmacher, das Geschäft und Wohnhaus befand sich am Münchner Marienplatz. Das Eckhaus am Marienplatz war im Besitz der Mutter, wo sich noch heute das von seinem Onkel gegründete Juweliergeschäft Carl Thomass befindet.
Am 1. November 1882 trat er mit 14 Jahren in den Hofstaat von König Ludwig II. ein, wo er seine Lehre als Küchenjunge in der Hofküche anfing. Von 1884 bis 1886 war er Hofkoch von König Ludwig II. Hierneis schrieb das Tagesmenü für den König. Nach dessen Tod wurde er von 1886 bis 1890 Hofkoch vom Prinzregenten Luitpold. 1890 zog er nach Berlin, wo er als Volontär in der Hofküche von Kaiser Wilhelm II. tätig war und danach Hofkoch wurde.
1896 heiratete er Eleonore Roderer († 1951), die in der Zeit von 1897 bis 1901 den Sohn Theo sowie die Töchter Berta und Josefine gebar. 1908 kam seine jüngste Tochter Ida auf die Welt.
1901 machte sich Hierneis durch sein Erspartes selbständig und eröffnete das Delikatessengeschäft „Feine Kost“ mit Weinhandlung an der Neuhauserstraße 7 in München. Er hatte adelige Kundschaft und wurde schließlich zum „Königlich Bayerischen Hoflieferanten“ ernannt. 1906 gründete er eine Filiale in Starnberg zur Belieferung von Schloss Berg. Die Wirren des Ersten Weltkriegs überstand sein Unternehmen. Von 1921 bis 1929 war er gewähltes Mitglied der Industrie- und Handelskammer in München. 1929 zog sein Delikatessengeschäft in die Herzogspitalstraße 5. 1936 begann er mit der Niederschrift seiner Erinnerungen aus der Zeit bei Hofe von König Ludwig II. Diese veröffentlichte er im Eigenverlag im Jahre 1940 als Taschenbuch mit dem Titel Aus meiner Lehrzeit in der Hofküche König Ludwigs II. von Bayern.
Nach dem Tod seiner Frau Eleonore übertrug er im Jahre 1952 die Leitung des Delikatessengeschäftes an seine Tochter Ida. 1953 erschien sein Buch mit dem Titel Der König speist: Erinnerungen aus der Hofküche König Ludwig II. im Heimeran Verlag. Seine Memoiren geben tiefe und sehr persönliche Einblicke in das Leben des Königs.